# WON Rookie of the Year
El Wrestling Observer Newsletter (WON) Rookie of the Year Award es un premio entregado por la revista de lucha libre profesional Wrestling Observer Newsletter, el cual premia al luchador más talentoso que debuta en la lucha libre profesional.

## Historia
El premio Rookie of the Year comenzó a ser otorgado en 1980, siendo Barry Windham el primer premiado, perteneciente en ese momento a la National Wrestling Alliance (NWA). Los siguientes tres años le fue otorgado a luchadores de la NWA, en el 1981 se le otorgó a la vez a Brad Armstrong y Brad Rheingans, ambos pertenecientes a la misma empresa, en 1982 a Steve Williams y en 1983 se le entregó a Road Warirors, siendo el primer y único equipo en ganar el galardón. 
Sin embargo, en 1984 se le otorgó a Tom Zenk y Keiichi Yamada, quienes peleaban en distintas empresas, luchando en la World Wrestling Federation (WWF) y New Japan Pro-Wrestling (NJPW) respectivamente, siendo la primera vez que ambas empresas recibían el premio. En 1985 volvió a recaer sobre un luchador de la NWA, esta vez Jack Victory, ganando la NWA su quinto premio y en 1986 lo logró el luchador de la WWF Bam Bam Bigelow, logrando la WWF el premio por segunda vez. Para ambas empresas, este fue el último premio que recibieron.
Los dos años siguientes le fue entregado a luchadores de la Stampede Wrestling, lográndolo Brian Pillman y Gary Albright. El año siguiente lo consiguió Dustin Rhodes, siendo el primer luchador de la World Championship Wrestling (WCW) en conseguirlo. Los dos siguientes años, 1990 y 1991, lo consiguieron luchadores de la misma empresa, Steve Austin y Johnny B. Badd respectivamente.
En 1992 le fue entregado por primera vez a una empresa mexicana y a un luchador latino, siendo el ganador Rey Mysterio, Jr. de la Asistencia Asesoría y Administración (AAA) y el año siguiente le fue entregado al luchador nipón Jun Akiyama, ganándolo por primera vez la empresa All Japan Pro Wrestling (AJPW). En 1994 le fue entregado a Mikey Whipwreck, siendo la primera y única vez que la Extreme Championship Wrestling (ECW) consiguió el logro. En 1995 volvió a tierras mexicanas, lográndolo el luchador del Consejo Mundial de Lucha Libre (CMLL) Perro Aguayo Jr.
En 1996 el premio volvió a tierras estadounidenses al conseguirlo The Giant, consiguiéndolo por cuarta vez la WCW. El año siguiente lo consiguió Mr. Águila, dándoselo por segunda vez a la AAA. Los tres años siguientes lo consiguieron luchadores de la WCW, Goldberg, Blitzkrieg y Sean O'Haire, dándole a la WCW el récord de más ganadores del título hasta la fecha con 7. En 2001 le fue entregado a El Hombre sin Nombre, dándoselo por segunda  vez al CMLL. En el 2002 fue el único año en el cual no se le entregó a un luchador de lucha libre profesional, sino al luchador de K-1 Bob Sapp. Asimismo, en el 2003 fue el primer año en el que se le dio a un luchador independiente, Chris Sabin, dando con esto el premio por primera vez a la Total Nonstop Action Wrestling (TNA).
En 2004 se le entregó por segunda y última vez el premio a un luchador de la TNA, Petey Williams. Los dos años siguientes se le entregó a los luchadores nipones Shingo Takagi y Atsushi Aoki, de la Dragon Gate y Pro Wrestling Noah respectivamente. En 2007 se le entregó a Erick Stevens, luchador de ROH y en 2008 KAI, luchador de AJPW, dándole el segundo y último premio a cada empresa. En 2009, el premio le fue entregado por primera vez a un luchador de CHIKARA, FRIGHTMARE y en 2010, a Adam Cole, ganándolo por segunda vez un luchador de ROH.
En 2011 el galardonado fue el japonés Daichi Hashimoto y en 2012 Dinastía, luchador enano de la AAA. Al año siguiente Yohei Komatsu logra el galardón, mientras que en 2014 el ganador fue Dragon Lee. En el 2015 el premio recae en el exluchador olímpico Chad Gable y en el 2016 en el ex UFC, Matt Riddle. En 2017 vuelve a ganar un luchador de NJPW, en este caso Katsuya Kitamura.
En 2018 los votantes escogen a la excampeona de UFC, Ronda Rousey por su rápida adaptación a la lucha libre y en 2019 a Jungle Boy, joven luchador de All Elite Wrestling. El ganador en 2020 es Pat McAfee, exfutbolista americano que trancisionó a la lucha libre en WWE NXT. En 2021 Jade Cargill fue la más votada quien ese año se coronó como primera portadora del AEW TBS Championship y en 2022 Bron Breakker, hijo biológico de Rick Steiner y entonces Campeón de NXT.
En 2023 gana el joven Yuma Anzai para All Japan Pro Wrestling.

## Ganadores
| 1980 | Barry Windham                   | National Wrestling Alliance (NWA)                               |   |            |                         |
| 1981 | Brad Armstrong y Brad Rheingans | National Wrestling Alliance (NWA)                               |   |            |                         |
| 1982 | Steve Williams                  | National Wrestling Alliance (NWA)                               |   |            |                         |
| 1983 | The Road Warriors               | National Wrestling Alliance (NWA)                               |   |            |                         |
| 1984 | Tom Zenk y Keiichi Yamada       | World Wrestling Federation (WWF) New Japan Pro-Wrestling (NJPW) |   |            |                         |
| 1985 | Jack Victory                    | National Wrestling Alliance (NWA)                               |   |            |                         |
| 1986 | Bam Bam Bigelow                 | World Wrestling Federation (WWF)                                |   |            |                         |
| 1987 | Brian Pillman                   | Stampede Wrestling                                              |   |            |                         |
| 1988 | Gary Albright                   | Stampede Wrestling                                              |   |            |                         |
| 1989 | Dustin Rhodes                   | World Championship Wrestling (WCW)                              |   |            |                         |
| 1990 | Steve Austin                    | World Championship Wrestling (WCW)                              |   |            |                         |
| 1991 | Johnny B. Badd                  | World Championship Wrestling (WCW)                              |   |            |                         |
| 1992 | Rey Misterio, Jr.               | Asistencia Asesoría y Administración (AAA)                      |   |            |                         |
| 1993 | Jun Akiyama                     | All Japan Pro Wrestling (AJPW)                                  |   |            |                         |
| 1994 | Mikey Whipwreck                 | Extreme Championship Wrestling (ECW)                            |   |            |                         |
| 1995 | Perro Aguayo Jr.                | Asistencia Asesoría y Administración (AAA)                      |   |            |                         |
| 1996 | The Giant                       | World Championship Wrestling (WCW)                              |   |            |                         |
| 1997 | Mr. Águila                      | Consejo Mundial de Lucha Libre (CMLL)                           |   |            |                         |
| 1998 | Goldberg                        | World Championship Wrestling (WCW)                              |   |            |                         |
| 1999 | Blitzkrieg                      | World Championship Wrestling (WCW)                              |   |            |                         |
| 2000 | Sean O'Haire                    | World Championship Wrestling (WCW)                              |   |            |                         |
| 2001 | El Hombre Sin Nombre            | Consejo Mundial de Lucha Libre (CMLL)                           |   |            |                         |
| 2002 | Bob Sapp                        | K-1                                                             |   |            |                         |
| 2003 | Chris Sabin                     | Total Nonstop Action Wrestling (TNA)                            |   |            |                         |
| 2004 | Petey Williams                  | Total Nonstop Action Wrestling (TNA)                            |   |            |                         |
| 2005 | Shingo Takagi                   | Dragon Gate                                                     |   |            |                         |
| 2006 | Atsushi Aoki                    | Pro Wrestling Noah                                              |   |            |                         |
| 2007 | Erick Stevens                   | Ring of Honor (ROH)                                             |   |            |                         |
| 2008 | KAI                             | All Japan Pro Wrestling (AJPW)                                  |   |            |                         |
| 2009 | FRIGHTMARE                      | CHIKARA                                                         |   |            |                         |
| 2010 | Adam Cole                       | Ring of Honor (ROH) Combat Zone Wrestling (CZW)                 |   |            |                         |
| 2011 | Daichi Hashimoto                | ProWrestling Zero1                                              |   |            |                         |
| 2012 | Dinastía                        | Asistencia Asesoría y Administración                            |   |            |                         |
| 2013 | Yohei Komatsu                   | New Japan Pro-Wrestling                                         |   |            |                         |
| 2014 | Dragon Lee                      | Consejo Mundial de Lucha Libre                                  |   |            |                         |
| 2015 | Chad Gable                      | WWE                                                             |   |            |                         |
| 2016 | Matt Riddle                     | Evolve Pro Wrestling Guerrilla                                  |   |            |                         |
| 2017 | Katsuya Kitamura                | New Japan Pro-Wrestling                                         |   |            |                         |
| 2018 | Ronda Rousey                    | WWE                                                             |   |            |                         |
| 2019 | Jungle Boy                      | All Elite Wrestling                                             |   |            |                         |
| 2020 | Pat McAfee                      | WWE                                                             |   |            |                         |
| 2021 | Jade Cargill                    | All Elite Wrestling                                             |   |            |                         |
| 2022 | Bron Breakker                   | WWE                                                             | - | Yuma Anzai | All Japan Pro Wrestling |

### N° de premios por promoción
| N.º | Promoción                                  | Años                                           |
| --- | ------------------------------------------ | ---------------------------------------------- |
| 7   | World Championship Wrestling (WCW)         | 1989, 1990, 1991, 1996, 1997, 1998, 1999, 2000 |
| 6   | World Wrestling Federation (WWF/WWE)       | 1984, 1986, 2015, 2018, 2020, 2022             |
| 5   | National Wrestling Alliance (NWA)          | 1980, 1981, 1982, 1983, 1985                   |
| 3   | Consejo Mundial de Lucha Libre (CMLL)      | 1997, 2001, 2014                               |
| 3   | Asistencia Asesoría y Administración (AAA) | 1992, 1995, 2012                               |
| 3   | New Japan Pro-Wrestling (NJPW)             | 1984, 2013, 2017                               |
| 2   | Ring of Honor (ROH)                        | 2007, 2010                                     |
| 3   | All Japan Pro Wrestling (AJPW)             | 1993, 2008, 2023                               |
| 2   | Stampade Wrestling                         | 1987, 1988                                     |
| 2   | Total Nonstop Action Wrestling (TNA)       | 2003, 2004                                     |
| 2   | All Elite Wrestling                        | 2019, 2020                                     |
| 1   | CHIKARA                                    | 2009                                           |
| 1   | Dragon Gate                                | 2005                                           |
| 1   | Extreme Championship Wrestling (ECW)       | 1994                                           |
| 1   | K-1                                        | 2002                                           |
| 1   | Pro Wrestling NOAH                         | 2006                                           |
| 1   | ProWrestling Zero1                         | 2011                                           |
| 1   | Combat Zone Wrestling (CZW)                | 2010                                           |
| 1   | Evolve/PWG                                 | 2017                                           |